# ايبرهارد كومر
ايبرهارد كومر (بالألمانية: Eberhard Kummer)‏ (و. 1940 – 2019 م) هو موسيقي، ومغني، وعازف قيثارة نمساوي، يستخدم آلات قيثار، وقيثارة، توفي في فيينا، عن عمر يناهز 79 عاماً.

## وصلات خارجية
- ايبرهارد كومر على موقع IMDb (الإنجليزية)
- ايبرهارد كومر على موقع ميوزك برينز (الإنجليزية)
- ايبرهارد كومر على موقع ديسكوغز (الإنجليزية)
- ايبرهارد كومر في قاعدة بيانات الأفلام على الإنترنت